# Península de Satsuma

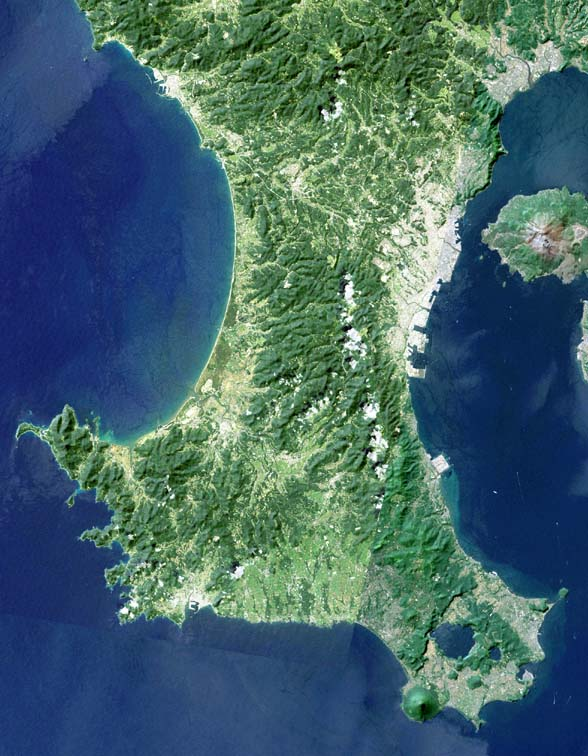
Imagem de satélite

A Península de Satsuma (薩摩 半島, Satsuma-hantō) é uma península localizada no sudoeste da ilha de Kyushu no Japão, que se projecta para sul. A oeste da península está o Mar da China Oriental e a leste, percorrendo a baía de Kagoshima está a península de Osumi. 
A península de Satsuma pertence à província de Kagoshima e nela se encontra a capital da província, a cidade de Kagoshima. Junto ao extremo sul da península encontra-se o Monte Kaimon (Kaimon-dake), com 924 metros de altitude, e a onsen de Ibusuki.